# Ischyrocerus tuberculatus
Ischyrocerus tuberculatus är en kräftdjursart som först beskrevs av Hoek 1882.  Ischyrocerus tuberculatus ingår i släktet Ischyrocerus och familjen Ischyroceridae. Inga underarter finns listade i Catalogue of Life.